# Дорчестер (Небраска)
Дорчестер (англ. Dorchester) — селище (англ. village) в США, в окрузі Салін штату Небраска. Населення — 610 осіб (2020).

## Географія
Дорчестер розташований за координатами 40°38′51″ пн. ш. 97°6′54″ зх. д. / 40.64750° пн. ш. 97.11500° зх. д. (40.647380, -97.114886).  За даними Бюро перепису населення США в 2010 році селище мало площу 1,23 км², уся площа — суходіл.

## Демографія
Згідно з переписом 2010 року, у селищі мешкало 586 осіб у 233 домогосподарствах у складі 166 родин. Густота населення становила 475 осіб/км².  Було 253 помешкання (205/км²).
Расовий склад населення:
| - 90,8 % — білих - 1,0 % — чорних або афроамериканців - 0,2 % — корінних американців - 0,2 % — азіатів - 6,8 % — осіб інших рас |

До двох чи більше рас належало 1,0 %. Частка іспаномовних становила 9,7 % від усіх жителів.
За віковим діапазоном населення розподілялося таким чином: 26,1 % — особи молодші 18 років, 60,6 % — особи у віці 18—64 років, 13,3 % — особи у віці 65 років та старші. Медіана віку мешканця становила 37,5 року. На 100 осіб жіночої статі у селищі припадало 94,0 чоловіків;  на 100 жінок у віці від 18 років та старших — 90,7 чоловіків також старших 18 років.
Середній дохід на одне домашнє господарство  становив 53 999 доларів США (медіана — 45 417), а середній дохід на одну сім'ю — 58 603 долари (медіана — 53 125). Медіана доходів становила 40 074 долари для чоловіків та 34 896 доларів для жінок. За межею бідності перебувало 1,9 % осіб, у тому числі 5,0 % дітей у віці до 18 років та 0,0 % осіб у віці 65 років та старших.
Цивільне працевлаштоване населення становило 286 осіб. Основні галузі зайнятості: виробництво — 28,0 %, освіта, охорона здоров'я та соціальна допомога — 22,4 %, роздрібна торгівля — 11,5 %, будівництво — 7,3 %.